# 佐々木英泰
佐々木 英泰（ささき ひでやす、1996年3月4日 - ）は、神奈川県出身のサッカー選手、ビール醸造家。

## 人物・略歴
神奈川県茅ヶ崎市出身。
国際武道大学へ進学し、大学時代はサッカー部に所属する傍ら教員免許状や日本サッカー協会公認ライセンスを取得。
大学卒業後は鎌倉インターナショナルFCに加入。また、高等学校の嘱託職員として授業を行いながらヘッドコーチとしてサッカー部を指導するなど教育分野でも活動の場を広げた。選手、指導者と並行し、科目等履修生として日本女子大学家政学部食物学科に在籍し、高等学校教諭一種免許状（家庭）を取得した。
2021年4月、はやぶさイレブン（現・厚木はやぶさFC）に加入。
2022年5月、ニュージーランドナショナルリーグのベイ・オリンピックFCと契約。
2022年12月、オーストラリアに渡り、南オーストラリア州プレミアリーグに所属するアデレード・シティFCに2ヶ月間練習生として参加した。同クラブで契約を前提にトレーニングをするも、移籍ウィンドウ期日の直前に契約はできないと告げられる。アデレード・シティFCで時間を共にしたニコラス・ブッコ（Nicholas Bucco）の協力によりマウントバーカー・ユナイテッド（Mount Barker United）からオファーを受け契約した。開幕戦ではMan of the Matchに選出される活躍を見せた。
シーズン途中だったが日本に帰国。厚木はやぶさFCに再び所属し、厚木ビール株式会社のCEOに就任した。

## 指導歴
- 藤沢翔陵高等学校サッカー部 ヘッドコーチ
- シュートジュニアユース GKコーチ
- 大森学園高等学校サッカー部 GKコーチ